# Kamiyama Sōjin

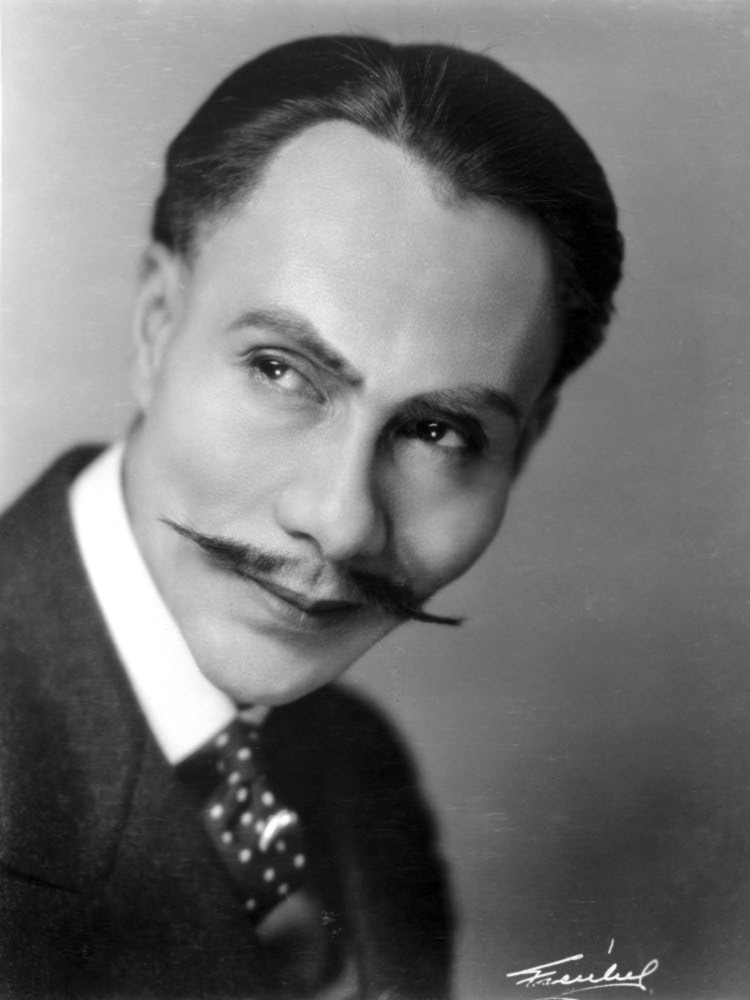
Kamiyama Sōjin

Kamiyama Sōjin (japanisch 上山 草人; geboren 30. Januar 1884 in Sendai (Präfektur Miyagi); gestorben 28. Juli 1954 in Tokio) war ein japanischer Filmschauspieler, der auch in den USA tätig war.

## Leben und Wirken
Kamiyama Sōjin brach sein Studium an der Waseda-Universität ab. Nachdem er an der „Tokyo Actor Training School“ (東京俳優養成所) und der „Literary Association“ (文芸協会, Bungei kyōkai) gearbeitet hatte, gründete er im Oktober 1912 die „Modern Drama Society“ (近代劇協会), um mit dem einflussreichen Geijutsu-za (芸術座) zu konkurrieren.
1919 zog Kamiyama mit seiner Frau, der Schauspielerin Yamakawa Uraji (山川 浦路; 1885–1947), in die USA. Während er als Statist in Hollywood arbeitete, trat er in dem Film Der Dieb von Bagdad mit Douglas Fairbanks senior in der Hauptrolle auf und wurde für sein einzigartiges Kostüm und seine Gesichtszüge berühmt. Danach trat er in 47 Filmen auf, in denen er hauptsächlich chinesische Charaktere spielte, bevor er 1929 nach Japan zurückkehrte.
In Japan spielte Kamiyama unter anderem bei den Filmunternehmen Shōchiku und Shinkō-kinema (新興キネマ), aber seine Karriere ging allmählich dem Ende entgegen. Er war 1931 in der Verfilmung des Romans „Akanishi Kasata“ von Shiga Naoya (1883–1971) zu sehen. In seinen späteren Jahren trat er nur noch einmal auf, in Kurosawas Historienfilm Die sieben Samurai war er als stummer Biwa-Spieler zu sehen.

## Filmografie (Auswahl)
- 1925: Der Wanderer (The Wanderer)
- 1926: Das Rätsel der Fledermaus (The Bat)
- 1926: Der Deserteur (Across the Pacific)
- 1926: Der Schrecken von Singapore (The Road to Mandalay)
- 1927: Der Chinesenpapagei (The Chinese Parrot)
- 1927: König der Könige (The King of Kings)
- 1927: Die letzten Tage von San Francisco (Old San Francisco)
- 1927: Null Uhr (The Thirteenth Hour)
- 1928: Zwischen Frisco und der Mandschurei (Telling the World)
- 1929: Die Rettung (The Rescue)